# Бурленге (комуна)
Комуна Бурленге (швед. Borlänge kommun) — адміністративно-територіальна одиниця місцевого самоврядування, що розташована в лені Даларна у центральній Швеції.
Бурленге 162-а за величиною території комуна Швеції. Адміністративний центр комуни — місто Бурленге.

## Населення
Населення становить 49 309 чоловік (станом на вересень 2012 року).
| Кількість населення комуни Бурленге за 1970-2010 роки | Кількість населення комуни Бурленге за 1970-2010 роки | Кількість населення комуни Бурленге за 1970-2010 роки | Кількість населення комуни Бурленге за 1970-2010 роки | Кількість населення комуни Бурленге за 1970-2010 роки |
| ----------------------------------------------------- | ----------------------------------------------------- | ----------------------------------------------------- | ----------------------------------------------------- | ----------------------------------------------------- |
| Рік                                                   |                                                       |                                                       | Населення                                             |                                                       |
| 1970                                                  | 1970                                                  |                                                       | 43 854                                                | 43 854                                                |
| 1975                                                  | 1975                                                  |                                                       | 46 208                                                | 46 208                                                |
| 1980                                                  | 1980                                                  |                                                       | 46 794                                                | 46 794                                                |
| 1985                                                  | 1985                                                  |                                                       | 45 858                                                | 45 858                                                |
| 1990                                                  | 1990                                                  |                                                       | 46 671                                                | 46 671                                                |
| 1995                                                  | 1995                                                  |                                                       | 48 461                                                | 48 461                                                |
| 2000                                                  | 2000                                                  |                                                       | 47 206                                                | 47 206                                                |
| 2005                                                  | 2005                                                  |                                                       | 46 987                                                | 46 987                                                |
| 2010                                                  | 2010                                                  |                                                       | 49 251                                                | 49 251                                                |
| Джерело: SCB                                          |                                                       |                                                       |                                                       |                                                       |

## Населені пункти
Комуні підпорядковано 7 міських поселень (tätort) та низка сільських, більші з яких:
- Бурленге (Borlänge)
- Урнес (Ornäs)
- Турсонґ (Torsång)
- Гальварсґордарна (Halvarsgårdarna)
- Ідкерберґет (Idkerberget)
- Норр-Амсберґ (Norr Amsberg)
- Репбекен (Repbäcken)

## Галерея

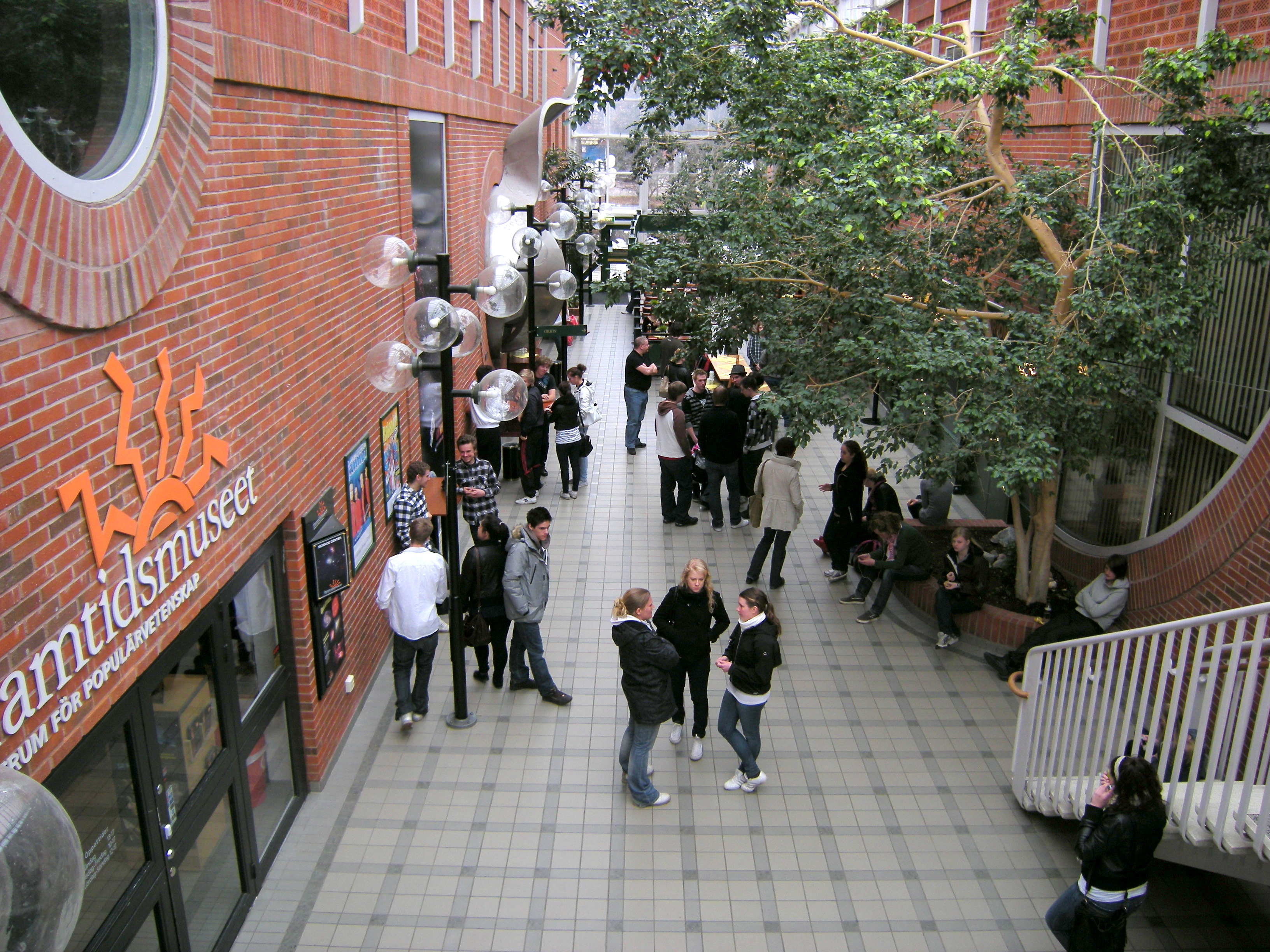
Бурленге
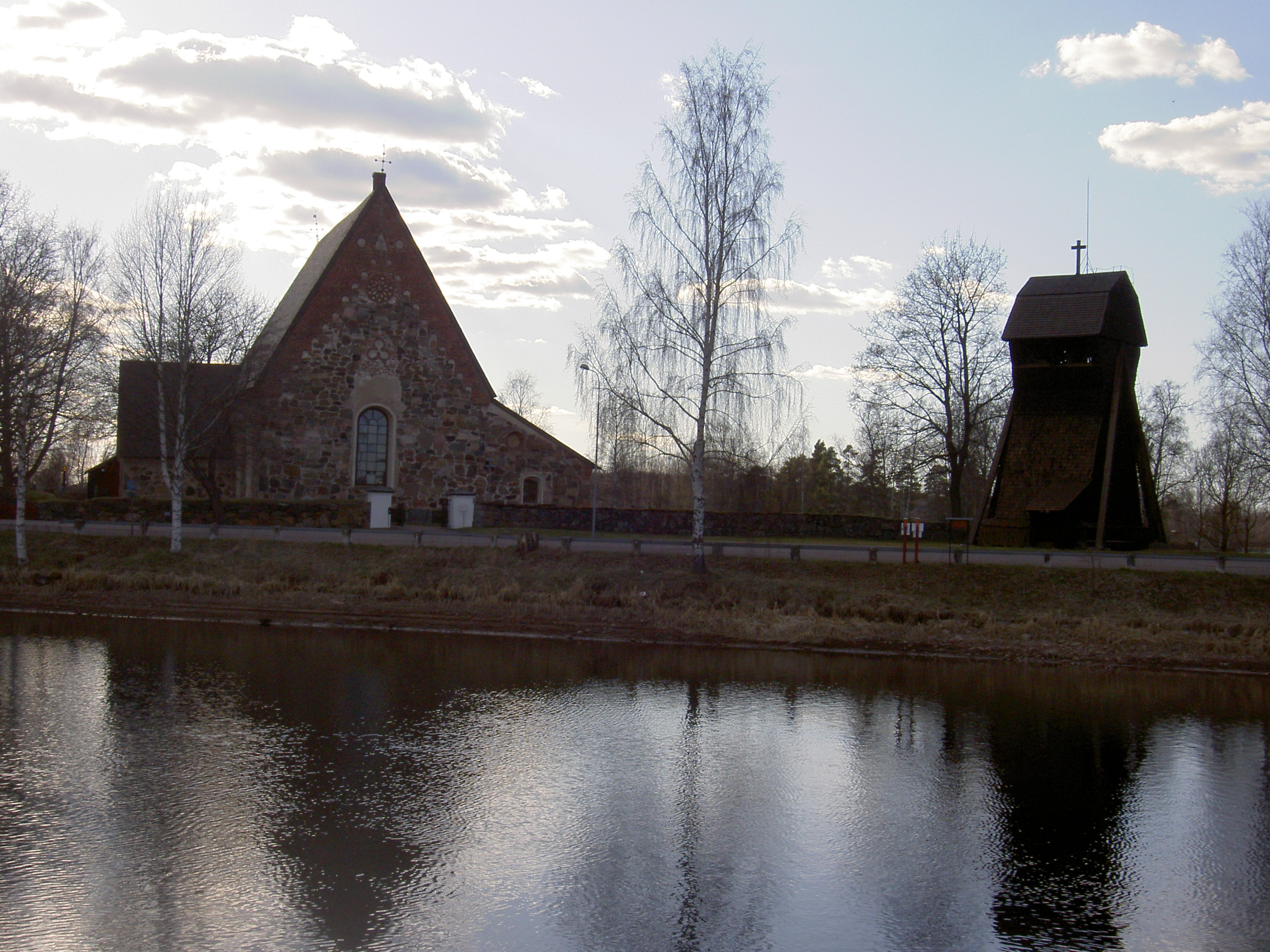
Церква (Турсонґ)
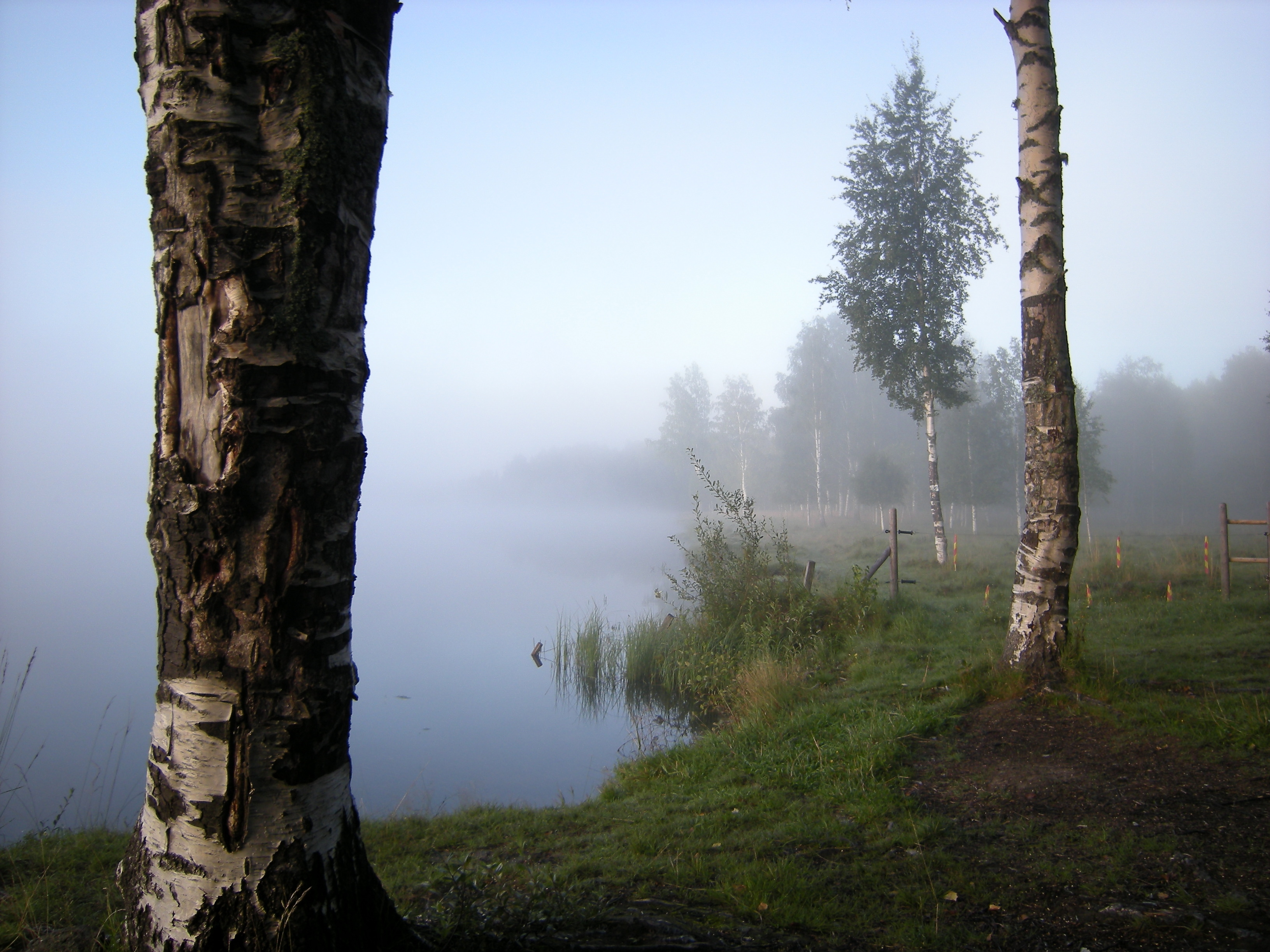
Озеро Бишен